# Дуброва (Колковский сельсовет)
Дуброва (бел. Дуброва) — деревня в Колковском сельсовете Петриковского района Гомельской области Беларуси.

## География

### Расположение
В 62 км на северо-восток от Петрикова, 38 км от железнодорожной станции Птичь (на линии Лунинец — Калинковичи), 191 км от Гомеля.

### Гидрография
На реке Тремля (приток реки Припять), на востоке сеть мелиоративных каналов.

## Транспортная сеть
Транспортные связи по просёлочной, затем автомобильной дороге Комаровичи — Птичь. Планировка состоит из прямолинейной меридиональной улицы, к которой на севере присоединяется с запада короткая улица с широтной ориентацией. Застройка редкая, деревянная, усадебного типа.

## История
По письменным источникам известна с XIX века как селение в Копаткевичской волости Мозырского уезда Минской губернии. В 1879 году обозначена как хутор. Согласно переписи 1897 года рядом находился дегтярный завод, в Лучицкой волости. В 1931 году организован колхоз «Красный борец», работала кузница. Во время Великой Отечественной войны 41 житель погиб на фронте. Согласно переписи 1959 года в составе колхоза имени В. И. Ленина (центр — деревня Колки).

## Население

### Численность
- 1999 год — 7 хозяйств, 11 жителей.

### Динамика
- 1897 год — 23 двора, 156 жителей (согласно переписи).
- 1921 год — 49 дворов, 276 жителей.
- 1959 год — 177 жителей (согласно переписи).
- 1999 год — 7 хозяйств, 11 жителей.
- 2009 год — 0 жителей (согласно переписи).